# El Liberal (Bilbao)
El Liberal fue un periódico español publicado en la ciudad de Bilbao entre 1901 y 1937. Fundado originalmente como una edición local de El Liberal de Madrid (1879), posteriormente pasó por varias manos y se convirtió en uno de los periódicos más importantes de las provincias vascongadas. Continuó editándose hasta su desaparición en 1937, en plena Guerra civil.

## Historia
Fue fundado el 6 de junio de 1901, originalmente como una edición local de El Liberal de Madrid que había fundado el empresario y periodista Miguel Moya Ojanguren. En sus primeros años de existencia El Liberal llegó a formar parte del grupo Sociedad Editorial de España —también llamado «El Trust»—, creado en 1906.
Durante los años de la Gran Guerra el diario sufrió una caída en ventas, en contraste con las subidas que disfrutaron las ediciones de El Liberal en Madrid y Sevilla. No obstante, para 1918 había vuelto a recuperar sus ventas de antaño. Si en 1912 tenía una tirada de 12000 ejemplares, para 1920 esta había aumentado hasta los 18000 ejemplares. El monárquico y conservador La Gaceta del Norte se convirtió en un competidor de El Liberal en la capital vizcaína. Más adelante, durante la dictadura de Primo de Rivera, en el ámbito de la izquierda su principal rival fue la publicación La Lucha de Clases.
En 1917 el diario fue adquirido por el empresario vizcaíno Horacio Echevarrieta, que mantuvo la propiedad del mismo durante varios años, hasta que en 1932 fue adquirido por el político socialista Indalecio Prieto. No obstante, Prieto ya había estado muy ligado al diario desde mucho tiempo atrás, habiendo trabajado desde 1901 como redactor y corresponsal. Durante la etapa de Echevarrieta pasó a ser gerente del periódico, hasta que finalmente se convirtió en propietario. Bajo la égida de Prieto, el diario pasará de una tendencia liberal-demócrata hacia una línea editorial republicana y moderado-reformista dentro del socialismo español, y le servirá como portavoz de sus opiniones políticas. Aunque su núcleo de lectores estaba en Bilbao, su importancia alcanzaba a toda la región. El Liberal se convirtió en un periódico muy popular entre obreros bilbaínos debido a la cobertura que hacía sobre la actualidad política, aunque también se convirtió en el diario de los sectores republicanos de la capital vizcaína.
El Liberal llegó a ser, junto con el diario Euzkadi —órgano del PNV—, uno de los periódicos más importantes de las provincias vascongadas. Tras el estallido de la Guerra Civil siguió publicándose, pasando a ser dirigido por el periodista Francisco Cruz Salido —por petición expresa de Prieto—. Dejó de circular con la conquista de Bilbao por el Ejército franquista, en 1937. Sus instalaciones fueron confiscadas por los sublevados, y posteriormente se convertirían en la sede del diario Hierro.
La maquinaria incautada de El Liberal serviría posteriormente para la publicación del diario Libertad de Valladolid.

## Directores
Por la dirección del diario pasaron, entre otros, Manuel Aranaz Castellanos, Luis Bello, Isaac Abeytúa, Francisco Villanueva Oñate o Francisco Cruz Salido.

## Servicio de noticias
Llegó a estar suscrito a la agencia Febus, como fuente de información y noticias.